# Petalonia
Genre
Petalonia est un genre d’algues brunes de la famille des Scytosiphonaceae.

## Liste d'espèces
Selon AlgaeBase (23 nov. 2012) et World Register of Marine Species (23 nov. 2012) :
- Petalonia binghamiae (J.Agardh) K.L.Vinogradova, 1973
- Petalonia fascia (O.F.Müller) Kuntze, 1898
- Petalonia filiformis (Batters) Kuntze, 1898
- Petalonia tatewakii Kogame & Kurihara, 2011
- Petalonia zosterifolia (Reinke) Kuntze, 1898

Selon Catalogue of Life (23 nov. 2012) :
- Petalonia fascia
- Petalonia filiformis
- Petalonia zosterifolia

Selon ITIS (23 nov. 2012) :
- Petalonia debilis
- Petalonia fascia Mull.

Selon NCBI (23 nov. 2012) :
- Petalonia fascia
- Petalonia zosterifolia